# 타오루나
타오루나(중국어: 陶璐娜, 병음: Táo Lùnà, 한자음: 도로나, 1974년 2월 11일~)는 중화인민공화국의 전직 사격 선수이다. 2000년 하계 올림픽 여자 10m 공기권총 종목에서 금메달을 획득했고 여자 25m 권총 종목에서 은메달을 획득했다.